# Mercedes-Benz M121
Il termine Mercedes-Benz M121 (o Daimler-Benz M121) identifica una piccola famiglia di motori a scoppio prodotti dal 1955 al 1968 dalla Casa tedesca Daimler-Benz per il suo marchio automobilistico Mercedes-Benz.

## Profilo e caratteristiche

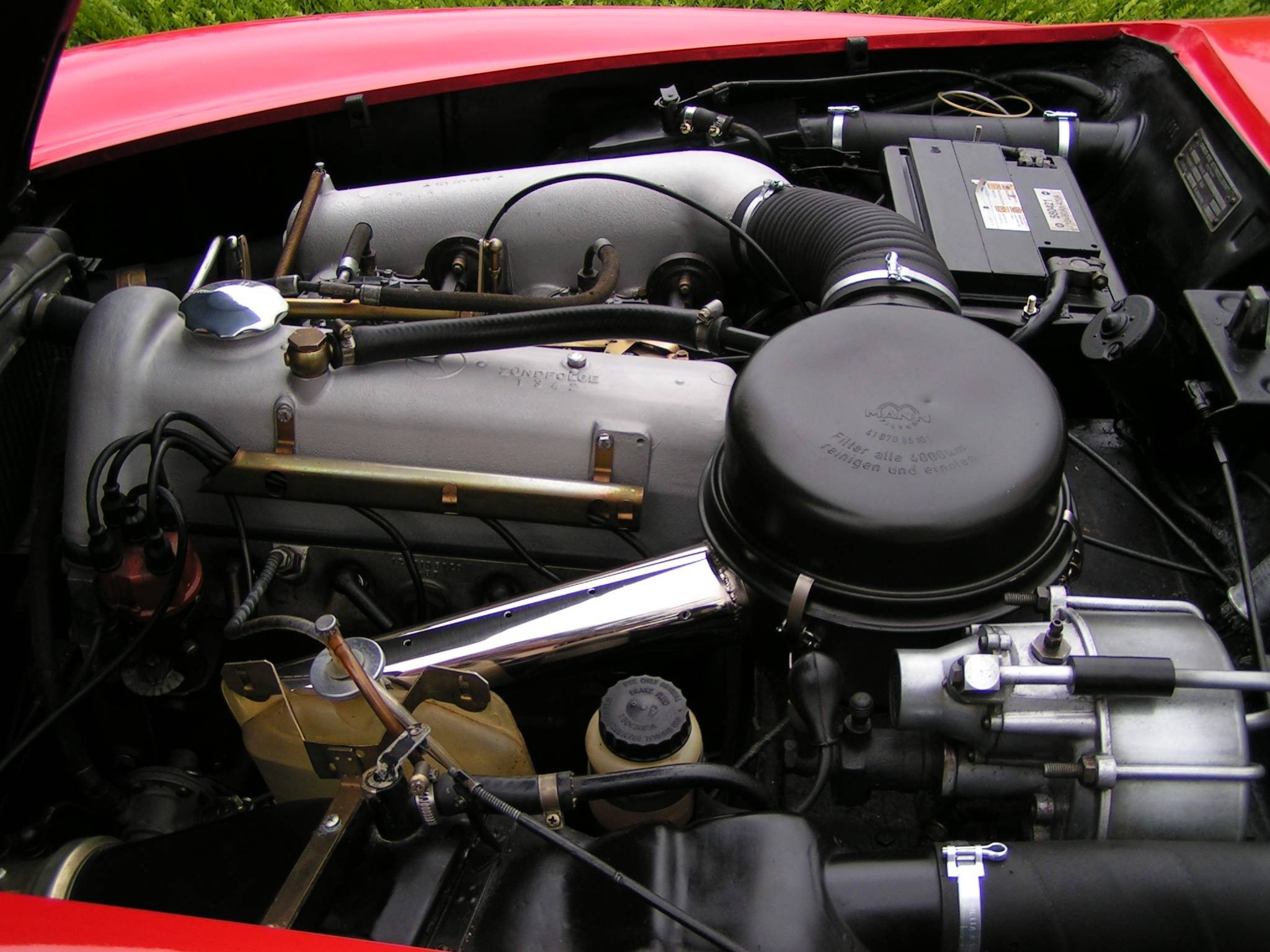
Il 1.9 M121 in una Mercedes-Benz 190 SL

Il motore M121 è stato introdotto per sostituire l'ormai vetusto motore M136, risalente a prima della Seconda guerra mondiale, il quale annoverava caratteristiche tecniche oramai superate. Il motore M121 è decisamente molto più moderno, perché fa tesoro delle innovazioni introdotte pochi anni prima nei più grandi motori M186 da 3 litri ed M180 da 2.2 litri, dai quali riprende per esempio lo schema della distribuzione, ora ad un asse a camme in testa e non più a valvole laterali come nel vecchio M136. Le punterie sono di tipo idraulico.
La famiglia dei motori M121 era composta da due varianti: la prima era da 1.9 litri, mentre la seconda, evoluzione della prima, era un 2 litri.
Al termine della loro carriera, i motori M121 sono stati rimpiazzati dai motori M115.
Di seguito sono riportate le caratteristiche delle due varianti del motore M121.

### Versione da 1.9 litri
- architettura a 4 cilindri in linea;
- monoblocco di tipo quasi quadro;
- alesaggio e corsa: 85x83.6 mm;
- cilindrata: 1897 cm³;
- distribuzione ad un asse a camme in testa comandato da catena;
- testata a valvole in testa;
- alimentazione a carburatore;
- albero a gomiti su 3 supporti di banco.

Il motore M121 è stato prodotto in più varianti, differenti tra loro per alcune caratteristiche, come il rapporto di compressione ed il tipo di alimentazione. Di seguito vengono mostrate le caratteristiche delle principali varianti:
| Variante             | Rapporto di compressione | Carburatore/i    | Potenza max CV/rpm | Coppia max Nm/rpm | Applicazioni            | Anni di produzione |
| -------------------- | ------------------------ | ---------------- | ------------------ | ----------------- | ----------------------- | ------------------ |
| M121B II o 121.921   | 8.5                      | due Solex 44PHH  | 105/5700           | 142/3200          | Mercedes-Benz 190SL     | 1955-61            |
| M121B I o 121.920    | 7.5                      | un Solex 32PAITA | 75/4600            | 136/2800          | Mercedes-Benz 190 W121  | 1956-59            |
| M121B IV o 121.923   | 6.9                      | un Solex 32PICB  | 65/4500            | 128/2200          | Mercedes-Benz 180a W120 | 1957-59            |
| M121B I b o 121.920  | 8.5                      | un Solex 32PAITA | 80/4800            | 139/2800          | Mercedes-Benz 190b W121 | 1959-61            |
| M121B IVb            | 7                        | un Solex 34PICB  | 68/4400            | 130/2500          | Mercedes-Benz 180b W120 | 1959-61            |
| M121 B V o 121.924   | 8.7                      | un Solex 34PJCB  | 80/5000            | 142/2500          | Mercedes-Benz 190c W110 | 1961-65            |
| M121B VIII o 121.927 | 7                        | un Solex 34PICB  | 68/4400            | 145/2500          | Mercedes-Benz 180c W120 | 1961-62            |
| M121B IX o 121.928   | 8.8                      | due Solex 44PHH  | 105/5700           | 142/3200          | Mercedes-Benz 190 SL    | 1959-63            |

### Versione da 2 litri
Nel 1965 è stata introdotta un'evoluzione  del precedente 1.9, evoluzione consistente nell'incremento della cilindrata da 1897 a 1988 cc. Tale incremento è stato ottenuto aumentando l'alesaggio di 2 mm, passando così dagli originari 85 mm ad 87 mm nella nuova configurazione.

Tra le altre nuove caratteristiche, sono da ricordare:
- codice motore: M121 B IX o 121.940;
- rapporto di compressione: 9:1;
- alimentazione mediante due carburatori Solex 38 PDSJ;
- albero motore su 5 supporti di banco;
- potenza massima: 95 CV a 5200 giri/min;
- coppia massima: 154 N·m a 3600 giri/min;
- applicazione: Mercedes-Benz 200 W110 (1965-68).

## Altre applicazioni
Il motore M121 è stato utilizzato anche in altri tipi di veicoli. Il motore M121 ha trovato infatti applicazione anche negli autocarri Mercedes-Benz L319 per il trasporto leggero, prodotti dal 1956 al 1967. Anche alcuni modelli Unimog, i noti autocarri-fuoristrada del gruppo Daimler-Benz, hanno usufruito di tale motore.